# Cẩm Thượng
Cẩm Thượng là một phường thuộc thành phố Hải Dương, tỉnh Hải Dương, Việt Nam.

## Địa lý
Phường Cẩm Thượng nằm ở phía tây thành phố Hải Dương, có vị trí địa lý:
- Phía đông giáp phường Bình Hàn
- Phía tây giáp phường Việt Hòa
- Phía nam giáp phường Bình Hàn và phường Thanh Bình
- Phía bắc giáp xã An Thượng với ranh giới là sông Thái Bình.

Phường có diện tích 2,62 km², dân số năm 2018 là 26.517 người, mật độ dân số đạt 10.121 người/km².

## Hành chính
Phường Cẩm Thượng được chia thành 6 khu dân cư.

## Lịch sử
Sau năm 1945, Cẩm Thượng là một xã thuộc huyện Cẩm Giàng. Năm 1969, xã được sáp nhập vào thị xã Hải Dương (nay là thành phố Hải Dương).
Ngày 28 tháng 10 năm 1996, Chính phủ ban hành Nghị định số 64-CP. Theo đó, thành lập phường Cẩm Thượng trên cơ sở toàn bộ 250 ha diện tích tự nhiên và 4.682 người của xã Cẩm Thượng.
Ngày 16 tháng 10 năm 2019, Ủy ban Thường vụ Quốc hội ban hành Nghị quyết số 788/NQ-UBTVQH14 về việc sắp xếp các đơn vị hành chính cấp huyện, cấp xã thuộc tỉnh Hải Dương (nghị quyết có hiệu lực từ ngày 1 tháng 12 năm 2019). Theo đó:
- Điều chỉnh 3,70 ha diện tích tự nhiên và 286 người của phường Bình Hàn; 1,06 ha diện tích tự nhiên của phường Thanh Bình; 1,78 ha diện tích tự nhiên của phường Việt Hòa về phường Cẩm Thượng
- Điều chỉnh 9,30 ha diện tích tự nhiên và 47 người của phường Cẩm Thượng về phường Bình Hàn
- Điều chỉnh 6,07 ha diện tích tự nhiên của phường Cẩm Thượng về phường Thanh Bình
- Điều chỉnh 5,66 ha diện tích tự nhiên của phường Cẩm Thượng về phường Việt Hòa.

Sau khi điều chỉnh địa giới hành chính, phường Cẩm Thượng có 262,76 ha diện tích tự nhiên và 26.517 người.